# Goodbye Again
Goodbye Again (br / pt: Mais uma vez adeus) é uma filme estadunidense de 1933, do gênero comédia romântica, dirigida por Michael Curtiz, com roteiro baseado em peça de teatro homônima, escrita por George Haight e Allan Scott. A peça foi lançada na Broadway em 1928, e foi estrelada por James Stewart a partir de 1932.
O filme foi tão bem recebido pelo público, que sua história foi refilmada em 1961 por Anatole Litvak, numa produção franco-estadunidense, com o mesmo nome nos EUA, e Aimez-vous Brahms? na França.

## Sinopse
Kenneth L. 'Ken' Bixby, um famoso escritor, gostaria de se aproximar de sua antiga paixão, Julie Wilson. Mas pelo menos duas pessoas querem impedir isso: Harvey Wilson, o marido de Julie, e Anne Rogers, secretária de Bixby.
Em torno desse quadrado amoroso se armam muitas situações cômicas e românticas.

## Elenco
| Warren William  | .... | Kenneth L. 'Ken' Bixby           |
| Joan Blondell   | .... | Anne Rogers, secretária de Bixby |
| Genevieve Tobin | .... | Julie Clochessy Wilson           |
| Hugh Herbert    | .... | Harvey Wilson                    |
| Wallace Ford    | .... | Arthur Westlake (advogado)       |